# João Paulo Borges Coelho
João Paulo Borges Coelho (ur. 27 czerwca 1955 w Porto) – mozambicki pisarz i historyk pochodzenia portugalskiego. 
Urodził się w Porto, w Portugalii, ale jego rodzina przeniosła się do Mozambiku. Studiował historię na Uniwersytecie im. Eduardo Mondlane w Maputo oraz na University of Bradford, gdzie uzyskał stopień doktora. Jest pracownikiem naukowym UEM, zajmuje się historią wojen kolonialnych i domowych w Mozambiku. Wykłada także historię Afryki na Uniwersytecie Lizbońskim. 
W 200 ukazała się jego pierwsza powieść, As Duas Sombras do Rio. Został laureatem nagród Prémio José Craveirinha (2006, za powieść  As Visitas do Dr. Valdez) oraz Prémio Leya (2010 za O Olho de Hertzog).

## Twórczość
- As Duas Sombras do Rio 2003,  ISBN 972-21-1552-9.
- As Visitas do Dr. Valdez 2004,  ISBN 972-21-1641-X.
- Índicos Indícios I. Setentrião 2005.
- Índicos Indícios II. Meridião 2005.
- Crónica da Rua 513.2 2006,  ISBN 972-21-1781-5
- Campo de Trânsito  2007.
- Hinyambaan 2008, ISBN 972-21-1972-9.
- O Olho de Hertzog 2010, ISBN 978-989-660-039-6.
- Cidade dos Espelhos 2011, ISBN 978-972-212-398-3.